# Airbag (groupe argentin)
Pour les articles homonymes, voir Airbag (homonymie).
Airbag est un groupe de hard rock argentin, originaire de Buenos Aires. Formé en 2003, le groupe comprend trois frères : Patricio, Gastón, et Guido Sardelli. Ils comptent comme influences des groupes internationaux comme Bon Jovi et les Guns n' Roses, et des groupes argentins comme Rata Blanca, Memphis la Blusera, et Soda Stereo.

## Biographie

### Débuts (2003–2004)
Le groupe est formé en 2003, à Buenos Aires, par trois musiciens et frères : Patricio, Gastón, et Guido Sardelli. Le premier album du groupe, Airbag, est publié en 2004, et sera plus tard certifié disque d'or en Argentine. Il est enregistré aux studios ION de Buenos Aires, et comprend des éléments de rock des années 1980. Le groupe attire l'engouement médiatique et télévisuel du pays. Il est élu par MTV dans la catégorie de « nouveau groupe » et par le magazine Rolling Stone dans la catégorie de « révélation ». Les chansons La Partida de la gitana, Quiero estar contigo, Solo aquí et Ya no recuerdo atteindront les classements. Après une tournée dans les pays sud-américains en Argentine, Paraguay, Bolivie, Uruguay, Chili et Équateur, entre autres, ils jouent au Gran Rex de Buenos Aires.

### Nouveaux albums (2005–2012)
À la fin 2005, Airbag part en Espagne enregistrer son deuxième album, Blanco y negro, au studio Luna Park. Ils participent également à la bande son du film Alma Pirata avec la chanson Toda una vida esperándote. Ils partiront plus tard en tournée en Équateur, en Colombie, en Bolivie, en Pérou et au Mexique. En 2007, ils sont élus meilleure révélation d'Amérique du Sud par MTV.
Airbag décide de terminer sa tournée et de travailler sur de nouvelles chansons. À la fin 2007, le groupe commence à enregistrer un troisième album studio, Una hora a Tokyo, basé sur le discours de l'ex-président Carlos Saúl Menem en août 1996. L'album marque une nouvelle étape dans la carrière musicale du groupe. Pour leur tournée en soutien à Una Hora a Tokyo, le groupe joue d'abord au festival solidaire ALAS avec Shakira, Alejandro Sanz et Calle 13. La même année, Airbag est nommé d'un Grammy dans la catégorie de « meilleur disque de rock » et « meilleure chanson rock ». Après avoir terminé la tournée Una hora a Tokyo, le trio commence à travailler sur un quatrième album, mais une période d'inactivité s'ensuivra à cause de problèmes avec leur ancien agent artistique. 
En septembre 2011, ils publient finalement l'album Vorágine. Ils le jouent officiellement au Teatro Gran Rex le 7 décembre 2011,. En août 2012, ils publient le clip de la chanson Cae el sol. En octobre 2012, Airbag entame une tournée hispanique avec un passage notable à la Movistar Arena de Santiago, au Chili, en novembre, puis en Argentine au Teatro Vorterix de Buenos Aires. Puis ils publieront leur premier CD-DVD live intitulé Samsara, filmé le 7 décembre 2011 pendant leur prestation de l'album Voragine au Teatro Gran Rex.

### Libertad(2013–2014)
En novembre 2013 sort Libertad, leur cinquième album studio. Le premier single s'intitule Por mil noches, avec Libertad en face B. Après une tournée, dont un concert remarqué au Luna Park, le groupe est nommé par MTV Europe dans la catégorie de « meilleur groupe latino ». Cinq clips sont tournés, ceux des chansons Por mil noches, Noches de imsomnio, Todo Pasa, Sonidos Criminales et Fugitivo.

### Mentira la Verdad(depuis 2015)
En 2015, Airbag reçoit le prix de « groupe argentin de l'année » aux MTV Millennial Awards. En 2016, le groupe publie son neuvième album studio, Mentira la Verdad, publié en septembre la même année. En soutien à l'album, le groupe joue au Luna Park et s'étend à d'autres pays. Le premier single de l'album, Vivamos el momento, est l'un des mieux vendus à cette période sur Spotify.

## Membres
- Patricio Sardelli - guitare, claviers, batterie, chant (depuis 2003)
- Gastón Sardelli - basse, chœurs (depuis 2003)
- Guido Sardelli - batterie, piano, guitare, chant (depuis 2003)

## Discographie

### Albums studio
- 2004 : Airbag
- 2006 : Blanco y negro
- 2008 : Una hora a Tokyo
- 2011 : Vorágine
- 2013 : Libertad
- 2016 : Mentira la verdad

### DVD
- 2007 : Mi Razón (DVD)
- 2012 : Samsara (CD+DVD)